# Listă de filme: W
| Listă de filme                                          | Listă de filme | Listă de filme | Listă de filme | Listă de filme | Listă de filme | Listă de filme |
| ------------------------------------------------------- | -------------- | -------------- | -------------- | -------------- | -------------- | -------------- |
| #                                                       | A              | B              | C              | D              | E              | F              |
| G                                                       | H              | I              | J · K          | L              | M              | N · O          |
| P                                                       | Q · R          | S · Ș          | T · Ț          | U · V          | W · X          | Y · Z          |
| Această infocasetă: vizualizare • discuție • modificare |                |                |                |                |                |                |

- W. (2008)
- W./E. (2011)
- W.R.: Mysteries of the Organism (1971)
- The Wabbit Who Came to Supper (1942)
- The Wackness (2008)
- Waco: The Rules of Engagement (1997)
- Wag the Dog (1997)
- The Wages of Fear (1953)
- Wagon Master (1950)
- Wagons East! (1994)
- Wah-Wah (2005)
- Waikiki Brothers (2001)
- Waikiki Wedding (1936)
- Waist Deep (2006)
- Wait 'til This Year (2004)
- Wait 'til You're Older (2005)
- Wait Until Dark (1967)
- Waiting: (1991) & (2007)
- Waiting for 'Superman' (2010)
- Waiting Alone (2005)
- Waiting to Exhale (1995)
- Waiting for Forever (2011)
- Waiting for Guffman (1997)
- Waiting for Happiness (2002)
- Waiting for the Moon (1987)
- Waiting at the Royal (2000)
- Waiting... (2005)
- Waitress (2007)
- Wake of Death (2004)
- Wake Me When the War Is Over (1969) (TV)
- Wake of the Red Witch (1949)
- Waking the Dead (2000)
- Waking Life (2001)
- Waking Ned Devine (1998)
- Wakko's Wish (1999)
- Wal-Mart: The High Cost of Low Price (2005)
- A Walk in the Clouds (1995)
- Walk Hard: The Dewey Cox Story (2007)
- Walk the Line (2005)
- A Walk on the Moon (1999)
- A Walk to Remember (2002)
- A Walk in the Sun (1945)
- Walk on Water (2004)
- Walk, Don't Run (1966)
- Walkabout (1971)
- The Walker (2007)
- Walker (1987)
- Walking and Talking (1996)
- Walking Tall: (1973) & (2004)
- Walking on Water (2002)
- Wall Street: (1929) & (1987)
- Wall Street: Money Never Sleeps (2010)
- WALL-E (2008)
- Wallace & Gromit in The Wrong Trousers (1993)
- Wallace & Gromit: The Best of Aardman Animation (1996)
- Wallace & Gromit: The Curse of the Were-Rabbit (2005)
- Wallace and Gromit in A Close Shave (1995)
- Waltz with Bashir (2008)
- Waltzes from Vienna (1933)
- Wanderer of the Wasteland (1924)
- The Wanderers (1979)
- Wanderlust: (2006) & (2012)
- Wannabe: (2005)
- The Wannabes (2003)
- Wanpaku Ōji no Orochi Taiji (1963)
- Wanted (2008)
- Wanted: Dead or Alive (1987)
- Waqt: The Race Against Time (2005)
- War (2002 & 2007)
- The War (1994 & 2007)
- War of the Buttons: (1962) & (1994)
- War Comes to America (1945)
- War Dogs: (1942) & (1943)
- The War Game (1965) (TV)
- War Horse (2011)
- The War Lord (1965)
- The War Lover (1962)
- War Party (1988)
- War and Peace: (1956) & (1966-67)
- War Photographer (2001)
- The War Room (1993)
- The War of the Roses (1989)
- The War in Space (1977)
- The War Wagon (1967)
- The War of the Worlds (1953)
- War of the Worlds (2005)
- War of the Worlds 2: The Next Wave (2008)
- War Zone (1998)
- The War Zone (1999)
- War, Inc. (2008)
- War-Gods of the Deep (1965)
- The Ward (2011)
- WarGames (1983)
- WarGames: The Dead Code (2008)
- Warlock: (1959) & (1989)
- Warlock: The Armageddon (1993)
- The Warlord: Battle for the Galaxy (1988) (TV)
- The Warlords (2007)
- Warlords of Atlantis (1978)
- Warm Bodies (2013)
- Warm Spring (2002)
- Warm Water Under a Red Bridge (2001)
- Warning Shot (1967)
- Warning from Space (1956)
- Warrior: (2007) & (2011)
- Warrior King (2006)
- Warrior of the Lost World (1983)
- The Warrior and the Wolf (2009)
- The Warrior's Way (2010)
- The Warriors (1979)
- Warriors of Heaven and Earth (2004)
- Warriors of Virtue (1997)
- Warriors of the Wasteland (1982)
- Wasabi (2001)
- The Wash (2001)
- Washington Square (1997)
- The Wasp Woman (1959)
- Wassup Rockers (2006)
- The Watch (2012)
- Watch Out, We're Mad (1976)
- Watch on the Rhine (1943)
- The Watcher (2000)
- The Watcher in the Woods (1980)
- Watchers (1988)
- Watchmen (2009)
- Water: (1985) & (2005)
- The Water Babies (1978)
- Water For Elephants (2011)
- The Water Horse: Legend of the Deep (2007)
- Water to Wine (2004)
- Water, Water Every Hare (1952)
- The Waterboy (1998)
- Waterboys (2001)
- The Waterdance (1992)
- Waterloo (1970)
- Waterloo Bridge: (1931) & (1940)
- Watermarks (2004)
- Watermelon Man (1970)
- Watership Down (1978)
- Waterworld (1995)
- Wattstax (1973)
- The Wave (2008)
- Wave Twisters (2001)
- Wavelength (1967)
- Wax: or the Discovery of Television Among the Bees (1991)
- Waxwork (1988)
- Waxwork II: Lost in Time (1992)
- Waxworks (1924)
- The Way (2010)
- The Way Ahead (1944)
- The Way of All Flesh (1927)
- The Way Back (2010)
- Way Down East (1920)
- Way of the Dragon (1972)
- The Way of the Gun (2000)
- The Way Home (2002)
- A Way of Life (2004)
- Way Out West (1937)
- The Way to the Stars (1945)
- The Way We Were (1973)
- The Way West (1967)
- Way...Way Out (1966)
- waydowntown (2000)
- Wayne's World (1992)
- Wayne's World 2 (1993)
- The Wayward Cloud (2005)
- Le Wazzou polygame (1971)

- We Are Dad (2005)
- We Are Marshall (2006)
- We Are the Strange (2007)
- We Bought a Zoo (2011)
- We Don't Live Here Anymore (2004)
- We Faw Down (1928)
- We Have a Pope (2011)
- We Lived for Estonia (1997)
- We Need to Talk About Kevin (2011)
- We Own the Night (2007)
- We Were Soldiers (2002)
- We're Back! A Dinosaur's Story (1993)
- We're No Angels: (1955) & (1989)
- We're Not Dressing (1934)
- Weather Girl (2009)
- The Weather Man (2005)
- The Weather Underground (2002)
- Weaving Girl (2009)
- The Web (1947)
- A Wedding (1978)
- The Wedding Banquet (1993)
- Wedding Bell Blues (1996)
- A Wedding for Bella (2001)
- Wedding Crashers (2005)
- The Wedding Date (2005)
- The Wedding March (1928)
- The Wedding Planner (2001)
- The Wedding Singer (1998)
- The Wedding Weekend (2006)
- A Wednesday! (2008)
- Week End (1967)
- Weekend (2011)
- Weekend at Bernie's (1989)
- Weekend at Bernie's II (1993)
- Weekend Lover (1995)
- The Weight of Water (2000)
- Weird Science (1985)
- Welcome to Collinwood (2002)
- Welcome to the Dollhouse (1995)
- Welcome to Dongmakgol (2005)
- Welcome Home Roscoe Jenkins (2008)
- Welcome to L.A. (1976)
- Welcome to Mooseport (2004)
- Welcome to Pyongyang Animal Park (2001)
- Welcome to the Rileys (2010)
- Welcome to Sarajevo (1997)
- Welcome to the Sticks (2008)
- Welcome to Woop Woop (1997)
- The Well-Digger's Daughter (1940)
- Wend Kuuni (1982)
- The Wendell Baker Story (2005)
- Wendy and Lucy (2009)
- Went the Day Well? (1942)
- Werckmeister Harmonies (2000)
- The Werewolf (1913)
- Werewolf (1996)
- Werewolf of London (1935)
- The Werewolf of Washington (1973)
- The Werewolf of Woodstock (1975)
- Werewolves on Wheels (1971)
- Werner Herzog Eats His Shoe (1980)
- Wes Craven's New Nightmare (1994)
- The Wesley's Mysterious File (2002)
- West 32nd (2007)
- West 47th Street (2003)
- West Beirut (1998)
- West Point (1928)
- The West Point Story (1950)
- West Side Story (1961)
- Western Union (1941)
- The Westerner (1940)
- Westfront 1918 (1930)
- Westinghouse Works, 1904 (1904)
- Westway to the World (2000)
- Westworld (1973)
- Wet Dreams (2002)
- Wet Dreams 2 (2005)
- Wet Hot American Summer (2001)
- The Wet Parade (1932)

- Whale (1970)
- Whale Music (1994)
- Whale Rider (2003)
- The Whales of August (1987)
- What About Bob? (1991)
- What the Bleep Do We Know?! (2004)
- What to Do in Case of Fire (2001)
- What Dreams May Come (1998)
- What Ever Happened to Baby Jane? (1962)
- What to Expect When You're Expecting (2012)
- What Gets Me Hot! (1984)
- What a Girl Wants (2003)
- What Happened to Mary? (1912)
- What Happens in Vegas... (2008)
- What Have I Done to Deserve This? (1985)
- What Have You Done to Solange? (1975)
- What Just Happened (2008)
- What Lies Beneath (2000)
- What Love Is (2006)
- What a Night!: (1928) & (1931)
- What Planet Are You From? (2000)
- What Price Glory: (1926) & (1952)
- What Price Hollywood? (1932)
- What Time Is It There? (2001)
- What a Way to Go! (1964)
- What Women Want (2000)
- What You Mean We? (1987) (TV)
- What's Cooking? (2000)
- What's Eating Gilbert Grape (1993)
- What's Love Got to Do with It (1993)
- What's New Pussycat? (1965)
- What's a Nice Girl Like You Doing in a Place Like This? (1963)
- What's Opera, Doc? (1957)
- What's Up with Love? (2002)
- What's Up, Doc?: (1950) & (1972)
- What's Up, Tiger Lily? (1966)
- What's the Worst That Could Happen? (2001)
- What's Your Number? (2011)
- What's Your Raashee? (2009)
- What? (1972)
- Whatever Happened to Harold Smith? (1999)
- Whatever It Takes: (2000) & (2009)
- Whatever Works (2009)
- Wheat (2009)
- Wheels on Meals (1984)
- When Boys Fly (2002)
- When the Cat's Away (1996)
- When Dinosaurs Ruled the Earth (1971)
- When Father Was Away on Business (1985)
- When Harry Met Sally... (1989)
- When I Fall in Love... with Both (2000)
- When Knighthood Was in Flower (1922)
- When the Last Sword Is Drawn (2003)
- When Lincoln Paid (1913)
- When Lincoln Was President (1913)
- When a Man Loves a Woman (1994)
- When Night Is Falling (1995)
- When in Rome: (1952), (2002) & (2010)
- When a Stranger Calls: (1979) & (2006)
- When a Stranger Calls Back (1993) (TV)
- When Strangers Marry (1944)
- When Time Ran Out... (1980)
- When Trumpets Fade (1998) (TV)
- When We Were Kings (1997)
- When Will I Be Loved (2004)
- When the Wind Blows (1986)
- When Wise Ducks Meet (1924)
- When a Woman Ascends the Stairs (1960)
- When Worlds Collide (1951)
- Where Angels Fear to Tread (1991)
- Where Are My Children? (1916)
- Where the Boys Are (1960)
- Where the Buffalo Roam (1980)
- Where Danger Lives (1950)
- Where Do We Go Now? (2011)
- Where Eagles Dare (1968)
- Where Eskimos Live (2002)
- Where the Green Ants Dream (1984)
- Where the Heart Is: (1990) & (2000)
- Where the Money Is (2000)
- Where the Sidewalk Ends (1950)
- Where the Truth Lies (2005)
- Where the Wild Things Are (2009)

- Which Way to the Front? (1970)
- While the City Sleeps (1956)
- While She Was Out (2009)
- While You Were Sleeping (1995)
- The Whip and the Body (1965)
- Whip It (2009)
- Whipped (2000)
- Whirlpool (1949)
- Whisky (2004)
- Whisky Galore! (1949)
- Whisky Romeo Zulu (2005)
- Whisper of the Heart (1995)
- The Whisperers (1966)
- Whispering City (1947)
- Whispering Corridors (1998)
- Whispering Sands (2001)
- Whistle Down the Wind (1962)
- Whistle Stop (1946)
- The Whistleblower (2010)
- The Whistler (1944)
- White Banners (1938)
- The White Buffalo (1977)
- White Chicks (2004)
- White Christmas (1954)
- The White Cliffs of Dover (1944)
- The White Countess (2006)
- White Dog (1982)
- White Fang (1991)
- White Heat (1949)
- The White Horse Inn (1960)
- White Hunter Black Heart (1990)
- White Irish Drinkers (2010)
- White Lightning (1973)
- White Line Fever (1975)
- White Man's Burden (1995)
- White Material (2009)
- White Men Can't Jump (1992)
- White Mischief (1987)
- White Nights: (1957) & (1985)
- White Noise (2005)
- White Noise: The Light (2007)
- White Oleander (2002)
- White Palace (1990)
- The White Parade (1934)
- The White Ribbon (2009)
- White Sands (1992)
- The White Sheik (1952)
- White Skin (2004)
- White Squall (1996)
- White Sun of the Desert (1969)
- White Wilderness (1958)
- White Zombie (1932)
- Whiteboyz (1999)
- Whiteout: (2000) & (2009)
- Who Am I? (1998)
- Who Can Kill a Child? (1978)
- Who Is Cletis Tout? (2001)
- Who Dares Wins (1982)
- Who Done It? (1942)
- Who Framed Roger Rabbit (1988)
- Who Is Harry Kellerman and Why Is He Saying Those Terrible Things About Me? (1971)
- Who Killed Doc Robbin (1948)
- Who Killed the Electric Car? (2006)
- Who'll Stop the Rain (1978)
- Who's Afraid of Virginia Woolf? (1966)
- Who's Harry Crumb? (1989)
- Who's Minding the Store? (1963)
- Who's That Girl: (1987) & (2011)
- Who's That Knocking at My Door (1967)
- Who's Your Caddy? (2007)
- The Whole Nine Yards (2000)
- The Whole Ten Yards (2004)
- The Whole Truth: (1923) & (1958)
- The Whole Wide World (1996)
- Wholesale Souls Inc. (2006)
- The Whoopee Boys (1986)
- Whoopee! (1930)
- Whore: (1991) & (2004)
- Why Did I Get Married Too? (2010)
- Why Did I Get Married? (2007)
- Why Do Fools Fall in Love (1998)
- Why Girls Love Sailors (1927)
- Why Man Creates (1968)
- Why Me? (1990)
- Why Not Me? (1999)
- Why We Fight (2005)
- Why Worry? (1923)

- The Wicked Lady: (1945) & (1983)
- Wicked Little Things (2006)
- Wicked Stepmother (1989)
- A Wicked Tale (2005)
- The Wicker Man: (1973) & (2006)
- Wicker Park (2004)
- Wide Awake: (1998) & (2007)
- Wide Sargasso Sea (1993)
- The Widow of Saint-Pierre (2000)
- Wife vs. Secretary (1936)
- Wilbur Wants to Kill Himself (2002)
- The Wilby Conspiracy (1975)
- Wilby Wonderful (2004)
- The Wild (2006)
- Wild America (1997)
- The Wild Angels (1966)
- Wild Bill (1995)
- The Wild Blue Yonder (2005)
- The Wild Bunch (1969)
- Wild Cactus (1993)
- The Wild Child (1970)
- Wild in the Country (1961)
- The Wild Geese (1978)
- A Wild Hare (1940)
- Wild at Heart (1990)
- Wild Hogs (2007)
- The Wild One (1953)
- Wild Orchid (1990)
- The Wild Parrots of Telegraph Hill (2005)
- The Wild Party (1975)
- Wild Reeds (1995)
- The Wild Ride (1960)
- Wild River (1960)
- Wild Side (2004)
- Wild Strawberries (1957)
- Wild in the Streets (1968)
- Wild Target (2010)
- Wild Things series:
  - Wild Things (1998)
  - Wild Things 2 (2004)
  - Wild Things: Diamonds in the Rough (2005)
  - Wild Things: Foursome (2010)
- The Wild Thornberrys Movie (2002)
- Wild Wild West (1999)
- Wild is the Wind (1957)
- Wild Women of Wongo (1958)
- Wild and Woolly (1917)
- The Wild and Wycked World of Brian Jones (2005)
- Wild Zero (2000)
- Wildcats (1986)
- Wilde (1997)
- Wilderness (2006)
- Will (2011)
- Will Penny (1968)
- Will Success Spoil Rock Hunter? (1957)
- Willard: (1971) & (2003)
- William Shakespeare's Romeo + Juliet (1996)
- Willow (1988)
- Willy Wonka & the Chocolate Factory (1971)
- Wilson (1944)
- Wimbledon (2004)
- Win a Date with Tad Hamilton! (2004)
- Win Win (2011)
- Win, Lose and Kaboom (2004)
- Winchester '73 (1950)
- Wind (1992)
- The Wind (1928)
- Wind Chill (2007)
- The Wind and the Lion (1975)
- The Wind That Shakes the Barley (2006)
- The Wind Will Carry Us (1999)
- The Wind in the Willows: (1983) & (1996)
- Windaria (1986)
- The Window (1949)
- Window Water Baby Moving (1959)
- Windows (1980)
- Windstruck (2004)
- Windtalkers (2002)
- Wing Chun (1994)
- Wing Commander (1999)
- Wings (1927)
- Wings of Courage (1995)
- Wings of Desire (1987)
- The Wings of the Dove: (1981) & (1997)
- The Wings of Eagles (1957)
- Wings of Honneamise (1995)
- Winners and Sinners (1983)
- Winnie-the-Pooh series:
  - Winnie the Pooh and the Honey Tree (1966)
  - Winnie the Pooh and the Blustery Day (1968)
  - Winnie the Pooh and Tigger Too! (1974)
  - The Many Adventures of Winnie the Pooh (1977)
  - Winnie the Pooh and a Day for Eeyore (1983)
  - Pooh's Grand Adventure: The Search for Christopher Robin (1997)
  - Winnie the Pooh: Seasons of Giving (1999)
  - The Tigger Movie (2000)
  - Piglet's Big Movie (2003)
  - Winnie the Pooh: Springtime with Roo (2004)
  - Pooh's Heffalump Movie (2005)
  - Pooh's Heffalump Halloween Movie (2005)
  - Winnie the Pooh (2011)
- Winning (1969)
- Winning London (2001)
- The Winslow Boy: (1948) & (1999)
- Winter Days (2003)
- The Winter Guest (1997)
- Winter Light (1962)
- Winter Passing (2006)
- Winter Sleepers (1997)
- Winter's Bone (2010)
- Wired (1989)
- Wisdom (1986)
- The Wisdom of Crocodiles (2000)
- Wise Blood (1979)
- Wise Guys (1986)
- The Wise Little Hen (1934)
- WiseGirls (2002)
- Wish Upon a Star (1996)
- Wish You Were Here (1987)
- Wishcraft (2002)
- Wishing Stairs (2003)
- Wishmaster (1997)
- Wishmaster 2: Evil Never Dies (1999)
- Wishmaster 3: Beyond the Gates of Hell (2001)
- Wishmaster 4: The Prophecy Fulfilled (2002)
- Wit (2001) (TV)
- Witchboard (1987)
- The Witches (1990)
- Witches of the Caribbean (2005)
- The Witches Cave (1989)
- The Witches of Eastwick (1987)
- Witchfinder General (1968)
- With Children at the Seaside (1972)
- With a Friend Like Harry... (2000)
- With Honors (1994)
- With Six You Get Eggroll (1968)
- Within Our Gates (1920)
- Within the Woods (1979)
- Withnail and I (1987)
- Without a Clue (1988)
- Without Honor (1949)
- Without Limits (1998)
- Without Love (1945)
- Without a Paddle (2004)
- Without Warning (1980)
- Witless Protection (2008)
- Witness (1985)
- The Witness - A Change of Heart (1969)
- Witness to Murder (1954)
- Witness for the Prosecution (1957)
- The Wiz (1978)
- The Wizard (1989)
- The Wizard of Gore (1970)
- The Wizard of Oz: (1925), (1939) & (1982)
- Wizard of Space and Time (1989)
- The Wizard of Speed and Time (1989)
- Wizards (1977)

- The Wog Boy (2000)
- Wolf (1994)
- Wolf Blood (1925)
- Wolf Creek (2005)
- The Wolf Man: (1941) & (2009)
- Wolfen (1981)
- Wolfman (1979)
- Wolverine (2008)
- Wolves of Wall Street (2002)
- The Woman (2011)
- A Woman (1915)
- Woman Basketball Player No. 5 (1957)
- The Woman in Black (2012)
- The Woman Chaser (1999)
- Woman in the Dunes (1964)
- The Woman in the Fifth (2011)
- The Woman in Green (1945)
- Woman in the Moon (1929)
- A Woman of Paris (1923)
- A Woman Rebels (1936)
- The Woman in Red (1984)
- A Woman of the Sea (1926)
- Woman Thou Art Loosed (2004)
- Woman on Top (2000)
- A Woman Under the Influence (1974)
- Woman Who Exposes Herself (1981)
- The Woman in the Window (1945)
- A Woman is a Woman (1961)
- Woman of the Year (1942)
- A Woman's Decision (1975)
- The Women: (1939) & (2008)
- Women in Cellblock 9 (1977)
- Women in Love (1969)
- Women in Trouble (2009)
- Women on the Verge of a Nervous Breakdown (1988)
- Won by Wireless (1911)
- Won't Back Down (2012)
- Wonder Boys (2000)
- Wonder Woman (2007)
- Wonderful Days (2003)
- The Wonderful Ice Cream Suit (1998)
- The Wonderful Land of Oz (1969)
- The Wonderful Wizard of Oz: (1910) & (1975)
- The Wonderful, Horrible Life of Leni Riefenstahl (1993)
- Wonderland: (1999) & (2003)
- Wonderwall (1968)
- Wondrous Oblivion (2003)
- Woo (1998)
- The Wood (1999)
- Wood & Stock: Sexo, Orégano e Rock'n'Roll (2006)
- The Wooden Man's Bride (1994)
- The Woods (2006)
- The Woodsman (2004)
- Woodstock (1970)
- Wordplay (2006)
- The Words (2012)
- Work (1915)
- The Work and the Glory (2004)
- Workers Leaving the Lumière Factory (1895)
- The Working Class Goes to Heaven (1971)
- Working Girl (1988)
- Working Girls: (1986) & (2010)
- Working Stiffs (1989)
- The World (2004)
- The World According to Garp (1982)
- A World Apart (1998)
- The World Gone Mad (1933)
- The World of Henry Orient (1964)
- The World in His Arms (1952)
- The World is Not Enough (1999)
- World for Ransom (1954)
- The World of Suzie Wong (1960)
- World and Time Enough (1994)
- World Trade Center (2006)
- World War III (1998) (TV)
- World on a Wire (1973 TV)
- World Without End (1956)
- World Without Sun (1964)
- A World Without Thieves (2004)
- World's Biggest Gang Bang (1995)
- The World's Fastest Indian (2005)
- The World's Greatest Athlete (1973)
- World's Greatest Dad (2010)
- The World's Greatest Lover (1978)
- The World's Strongest (1990)
- The World, the Flesh and the Devil (1959)
- The Worst of Faces of Death (1987)
- Woubi Chéri (1998)
- Woyzeck (1979)
- The Wraith (1986)
- Wrath of the Dragon (2006)
- Wrath of the Titans (2012)
- Wreaths at the Foot of the Mountain (1984)
- Wreck-It Ralph (2012)
- Wrecked (2011)
- The Wrecking Crew (1969)
- The Wrestler: (1974) & (2008)
- Wrestling Ernest Hemingway (1993)
- Wristcutters: A Love Story (2007)
- Written on the Wind (1956)
- Wrong Again (1929)
- The Wrong Arm of the Law (1963)
- The Wrong Box (1966)
- The Wrong Guy (1997)
- The Wrong Man (1956)
- Wrong Is Right (1982)
- Wrong Side of the Road (1981)
- Wrong Turn (2003)
- Wrong Turn 2: Dead End (2007)
- Wrong Turn 3: Left for Dead (2009)
- Wrong Turn 4 (2011)
- Wrongfully Accused (1998)
- Wunschkonzert (1940)
- WUSA (1970)
- Wuthering Heights: (1939), (2003 TV) & (2011)
- Wyatt Earp (1994)

| Listă de filme                                          | Listă de filme | Listă de filme | Listă de filme | Listă de filme | Listă de filme | Listă de filme |
| ------------------------------------------------------- | -------------- | -------------- | -------------- | -------------- | -------------- | -------------- |
| #                                                       | A              | B              | C              | D              | E              | F              |
| G                                                       | H              | I              | J · K          | L              | M              | N · O          |
| P                                                       | Q · R          | S · Ș          | T · Ț          | U · V          | W · X          | Y · Z          |
| Această infocasetă: vizualizare • discuție • modificare |                |                |                |                |                |                |